# 包考
包考（葡萄牙語：Baucau）是東帝汶的第二大城市，是包考區的首府，距離首都帝力122公里，約人口16,000。距離包考6公里的包考機場，擁有東帝汶最長的跑道，在印尼1975年入侵前是該國的主要機場。